# Pilzvergiftung
Eine Pilzvergiftung oder Myzetismus (von altgriechisch μύκης mýkēs „Pilz“) ist eine Vergiftung, die durch den Verzehr von Pilzen verursacht wird. Im engeren Sinn ist damit eine „echte Pilzvergiftung“ gemeint, die durch den Verzehr von Giftpilzen verursacht wird. Giftpilze enthalten bestimmte Pilzgifte. Je nach Art und Menge der verzehrten Pilze kann eine Pilzvergiftung bis zum Tod führen. Bei stark giftigen Pilzen sind dafür kleinste Mengen ausreichend.
Zu den sogenannten unechten oder sekundären Pilzvergiftungen zählen vor allem Lebensmittelvergiftungen, die durch verdorbene Speisepilze oder durch Aufwärmen von Pilzgerichten nach zu langer Aufbewahrungszeit verursacht werden.
Von den Pilzvergiftungen sind Unverträglichkeitserscheinungen, allergische Reaktionen und eingebildete Pilzvergiftungen zu unterscheiden, die ebenfalls durch den Genuss von Pilzen ausgelöst werden können. In diesen Fällen werden keine giftigen Substanzen konsumiert, die Symptome sind jedoch oft ähnlich wie bei einer Pilzvergiftung. Deshalb werden mitunter auch diese Fälle als „unechte Pilzvergiftungen“ angesprochen.

## Ursachen

### Giftpilze

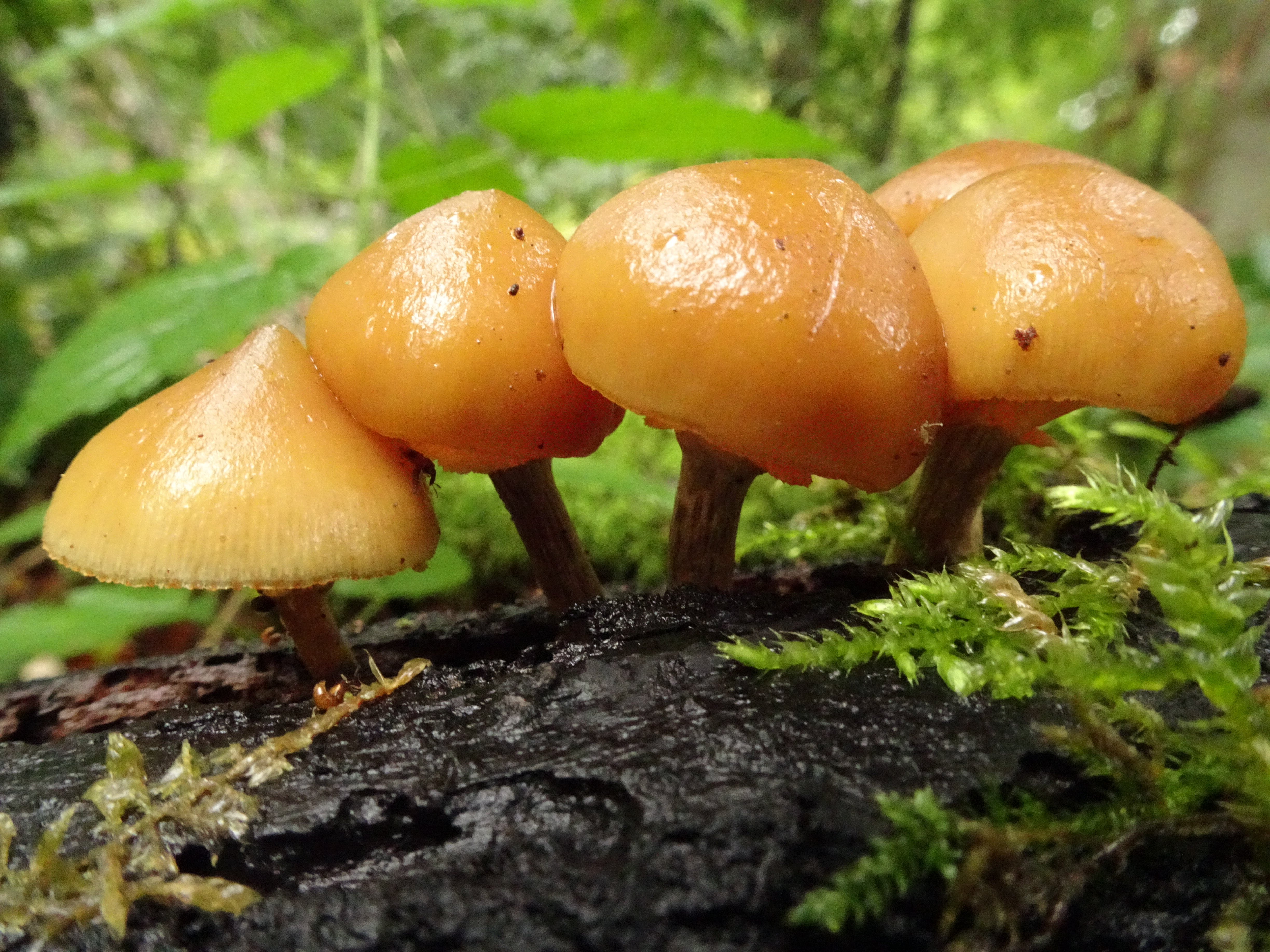
Vorsicht bei Doppelgängern! Die tödlichen Gift-Häublinge sehen den essbaren Stockschwämmchen sehr ähnlich.

Echte Pilzvergiftungen mit charakteristischen Vergiftungssyndromen treten nach dem Verzehr von Giftpilzen ein. Die Symptome zeigen sich in aller Regel bei jedem Konsumenten und auch dann, wenn die Fruchtkörper unverdorben waren und lange gegart wurden. Häufigste Ursache für echte Pilzvergiftungen sind Verwechslungen mit essbaren Pilzen. Daneben ist auch der absichtliche Verzehr von halluzinogenen Pilzen als Rauschdroge bekannt, der einerseits die vom Konsumenten beabsichtigten (Gift-)Wirkungen, andererseits auch unerwünschte Symptome auslösen kann.

### Rohe Speisepilze oder unter bestimmten Bedingungen giftige Pilze
Während einige Speisepilze wie etwa viele Champignon-Arten roh essbar sind, kann beim Verzehr zahlreicher anderer Speisepilze eine Pilzvergiftung auftreten, wenn diese zuvor nicht oder nur unzureichend erhitzt wurden. Denn viele Speisepilz-Arten enthalten Toxine, die erst durch Erhitzen zerstört werden. Die Garzeit sollte mindestens 15 Minuten betragen.
Einige Pilze enthalten Substanzen, die erst in Verbindung mit anderen Stoffen toxisch wirken, so zum Beispiel bei Tintlingen (mit Ausnahme des Schopf-Tintlings) in Verbindung mit Alkohol.

### Lebensmittelvergiftung durch verdorbene Speisepilze
Verdorbene Pilze sind die Hauptverursacher für „unechte Pilzvergiftungen“. Dies können selbst gesammelte Pilze sein, die schon verdorben geerntet oder die unzureichend und zu lange transportiert oder aufbewahrt wurden. Man kann auch beim Einkauf Pilze erhalten, die falsch gelagert wurden. Beispiele für eine unsachgemäße Lagerung können sein: eine Unterbrechung der Kühlkette, schlechte Verpackungen, zu lange oder zu warme Lagerung. Es handelt sich also um eine Lebensmittelvergiftung.

### Lebensmittelvergiftung durch aufgewärmte Pilzgerichte
Grundsätzlich können Pilzgerichte ein zweites Mal zum Verzehr erwärmt werden. Voraussetzung für den gefahrlosen Genuss ist – wie bei anderen relativ leicht verderblichen Speisen – eine in der Zwischenzeit nicht zu lange währende, konsequent kühle Lagerung. Ansonsten droht eine bakterielle Zersetzung mit den Folgen und Gefahren einer Lebensmittelvergiftung.

## Ähnliche Erscheinungen
Die folgenden Erscheinungen beruhen nicht auf Vergiftungen, weil sie nicht durch Gifte verursacht werden. Dennoch werden sie teilweise als „unechte Pilzvergiftungen“ eingeordnet, wie die oben genannten Lebensmittelvergiftungen.

### Pilzunverträglichkeit
Gelegentlich sind Pilze insbesondere nach einem unzureichenden Kochvorgang oder in zu großen Mengen genossen anscheinend unverträglich. Die kurzfristig daraus entstehenden Symptome ähneln oft dem „gastrointestinalen Syndrom“ mit kurzer Latenzzeit.
Daneben bestehen auch individuelle Unverträglichkeiten gegen alle oder auch nur gegen bestimmte Pilze. So werden eindeutig essbare und gesunde Pilzexemplare von manchen Menschen nicht gut vertragen, was bei den Betroffenen zumeist allgemeines Unwohlsein, Verdauungsprobleme oder Völlegefühl zur Folge hat. Manchmal hilft es, die Pilze vor der Mahlzeit mechanisch im Mixer gründlich zu zerkleinern, da eventuell das unverdauliche Chitin der Pilzhyphen die Ursache für dieses Problem ist.

### Allergien
Nach dem Verzehr von an sich unbedenklichen Pilzen können sich in seltenen Fällen allergische Reaktionen einstellen. Typisch für diese Art von scheinbarer „Vergiftung“ ist, dass nur einzelne Personen davon betroffen sind, während die Mehrzahl der Menschen den Pilz ohne Schaden verzehren kann. Neben Magen-Darm-Problemen können die für allergische Reaktionen typischen Hautreaktionen und asthmatische Beschwerden auftreten. Im Extremfall kann ein anaphylaktischer Schock einen lebensbedrohlichen Zustand verursachen.
Häufig besteht in dem gefährdeten Personenkreis auch eine angeborene Überempfindlichkeit (Idiosynkrasie), die oft mit einer extremen Abneigung gegenüber Pilzen verbunden ist.

### Eingebildete Pilzvergiftung
Es handelt sich hierbei um eine Art von Nocebo-Effekt. Die Symptome werden nur über die Psyche ausgelöst, können aber äußerlich einer echten Pilzvergiftung entsprechen. Daher ist eine Differentialdiagnose zur echten Pilzvergiftung sehr schwierig. Die Betroffenen glauben felsenfest daran, giftige Pilze gegessen zu haben, und entwickeln aus ihrer Überzeugung heraus Symptome, die auch der fachkundige Helfer nicht von denen einer echten Vergiftung unterscheiden kann. Deshalb sind auch solche Fälle wie echte Vergiftungen zu therapieren.

## Vorsichtsmaßnahmen
Vorbeugend sollten schon beim Sammeln der Pilze einige Regeln beachtet werden:
- Nur bekannte Pilze mitnehmen. Bei geringsten Unsicherheiten über die Bestimmung der Pilzart sollte man die Pilze besser stehen lassen.
- Falls doch für eine spätere Bestimmung unbekannte Arten gepflückt werden, dürfen diese nicht mit den zum Verzehr bestimmten in den gleichen Behälter.
- Gesunde Exemplare sammeln. Matschige, zerfressene oder gar schimmelige Pilze niemals mitnehmen.
- Der Transport sollte in luftigen Körben oder ähnlich atmungsaktiven Behältern erfolgen. Plastiktüten, in denen sich Pilze schnell zersetzen können, sind zu meiden.
- Zu Hause sind die Pilze möglichst noch am selben Tag zuzubereiten.
- Sammelergebnis vor dem Zerteilen fotografieren.

## Erste Hilfe
Im Falle von Beschwerden, die den Verdacht einer Pilzvergiftung nahelegen, ist sofortige ärztliche Hilfe durch einen Notarzt oder den Rettungsdienst erforderlich. Unterstützend sind die Giftnotrufzentralen eingerichtet worden, welche durch Fachärzte rund um die Uhr Anleitung zu angemessenen Erste-Hilfe-Maßnahmen erteilen. Klassische Erste-Hilfe-Maßnahmen wie das Beruhigen betroffener Personen und die Anwendung der stabilen Seitenlage bei Bewusstlosigkeit sind obligatorisch. Weitergehende Maßnahmen wie das Verabreichen von Hausmitteln können hingegen schädlich wirken.
Zur Eingrenzung der Art der Vergiftung und der Koordination der weiteren Behandlung sind folgende Maßnahmen wichtig:
- Aufbewahren der Reste vom Reinigen der Pilze, von der Mahlzeit und von Erbrochenem
- Notieren der Zeitspanne zwischen der Aufnahme der Pilze und dem Auftreten der ersten Symptome
- Angaben über das Sammeln, die Zubereitung und den Zustand der verzehrten Pilze, ihren Transport und ihre Lagerung

Gegebenenfalls wird ein geprüfter Pilzsachverständiger hinzugerufen, um die Art der verzehrten Pilze zu bestimmen.

## Diagnose
Wichtig für die Diagnose bei einer mutmaßlichen Pilzvergiftung ist der Zeitpunkt des Auftretens der ersten Symptome.
- Noch während der Mahlzeit bis ca. vier Stunden danach: Hier kann davon ausgegangen werden, dass die Vergiftung keine Lebensbedrohung darstellt, es sei denn, es wurden größere Mengen giftiger Pilze verzehrt. Zur Sicherheit sollte der Patient in jedem Fall beobachtet und die Symptome entsprechend behandelt werden. Die Symptome können je nach verursachendem Pilz ganz unterschiedlich ausfallen: Gastroinstestinale Beschwerden, Übelkeit und Erbrechen, geistige Verwirrtheit und Halluzinationen, Schweißausbrüche, Unruhe, Schläfrigkeit. In der Regel genesen die Patienten wieder vollständig und es kommt zu keinen bleibenden Schäden.
- Verzögertes Auftreten der Beschwerden (6 bis 72 Stunden später): Hier besteht fast immer Lebensgefahr. Als Auslöser für eine solche Vergiftung kommen vor allem die Frühjahrs-Giftlorchel, Knollenblätterpilze oder Schleierlinge in Betracht. Auch wenn die Vergiftung überlebt wird, können chronische Schäden der Leber oder der Nieren zurückbleiben.

Dabei ist aber zu berücksichtigen: Wenn es innerhalb der ersten Stunden zu Symptomen kommt, können trotzdem auch gefährlichere Pilze gegessen worden sein, die innerhalb der ersten 4 Stunden nennenswerte Mengen von zum Beispiel Amanitin an den Körper abgeben. Dadurch können weitere diagnostische Maßnahmen, wie zum Beispiel die Amanitin-Bestimmung im Urin, notwendig sein.

## Klassische Einteilung nach der Symptomatik, Therapie
Verschiedene Pilze oder Pilzgruppen haben je nach ihren Giftstoffen verschiedene Ausprägungen der Vergiftungssymptome. Daher können verschiedene Syndrome beschrieben werden. Lebensmittelvergiftungen durch verdorbene Speisepilze oder verdorbene Pilzgerichte sowie Pilzunverträglichkeiten und Allergien werden im Rahmen dieser Systematik nicht behandelt.

### Pilzvergiftungen mit einer Latenzzeit von über vier Stunden
Zu dieser Kategorie zählen die gefährlichsten Vergiftungen. In diesen Fällen treten die Symptome zeitlich verzögert auf. Da die Pilzmahlzeit in der Regel nun bereits den Magen passiert hat, ist eine Entfernung der Toxine durch Erbrechen meist nicht mehr möglich; die Giftstoffe haben sich bereits im Körper ausgebreitet und ihre Giftwirkung entfaltet.

#### Phalloides-Syndrom, Amatoxin-Syndrom

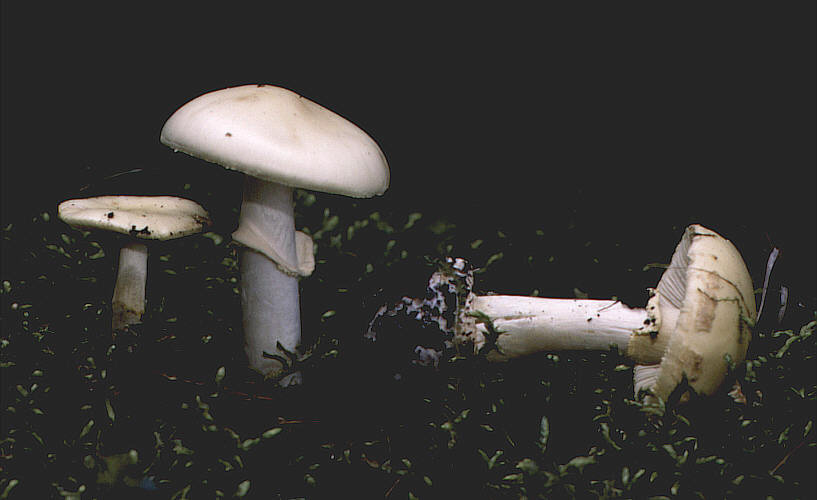
Frühlings-Knollenblätterpilz (Amanita verna)

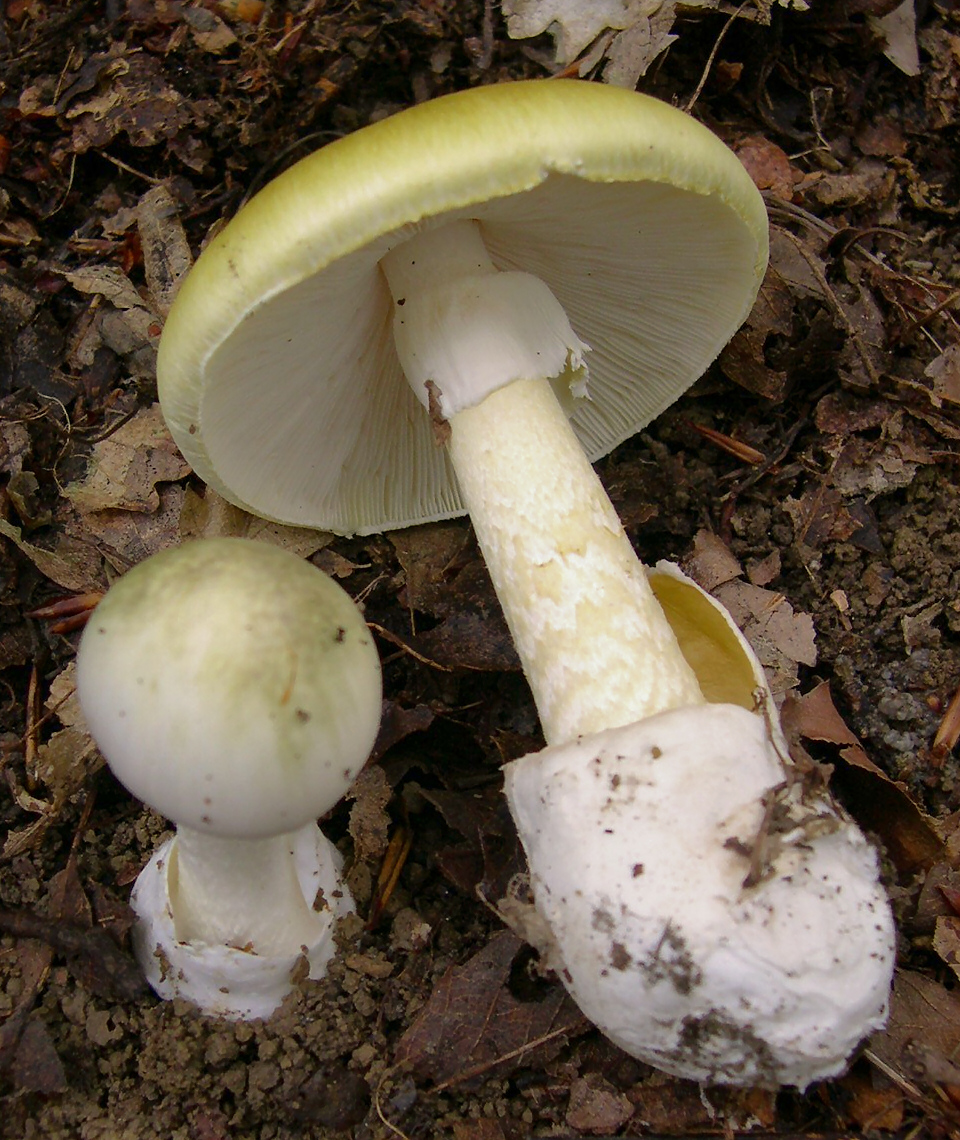
Grüner Knollenblätterpilz (Amanita phalloides)

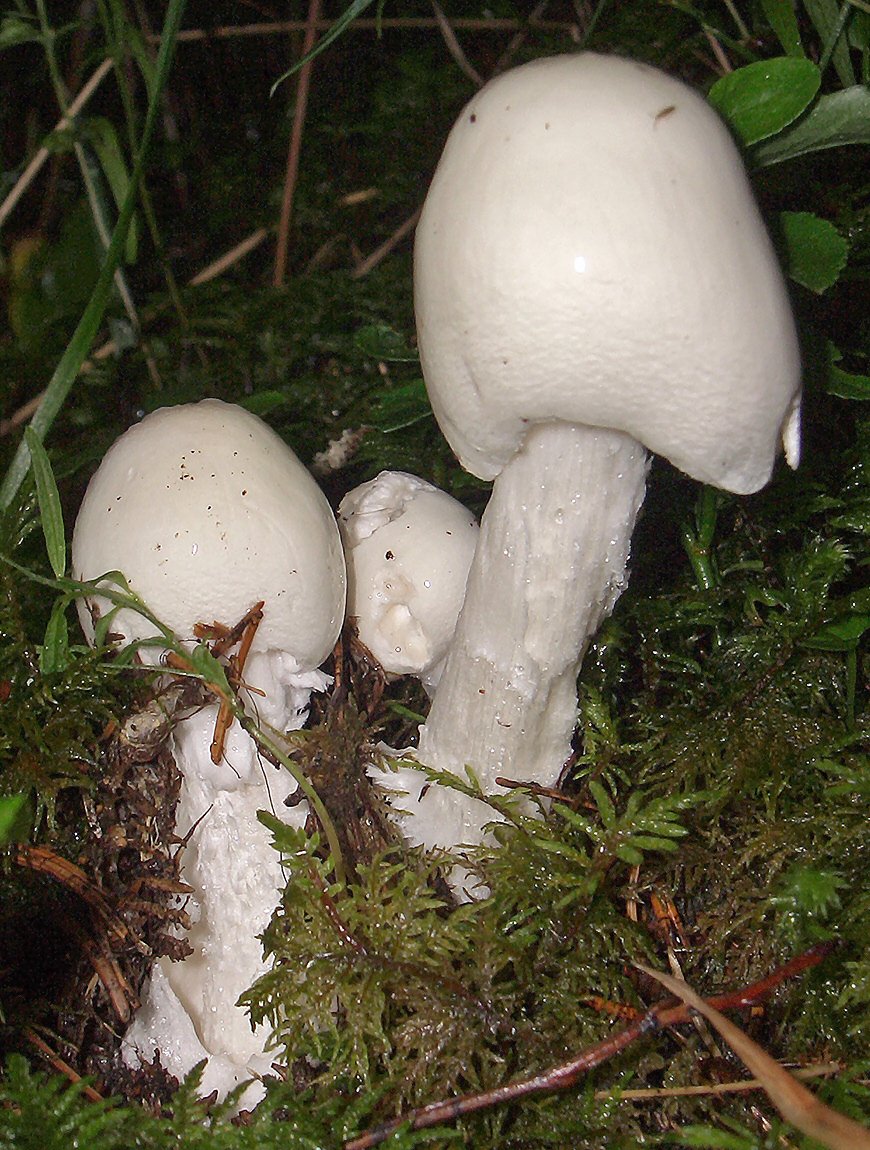
Kegelhütiger Knollenblätterpilz (Amanita virosa)

Latenzzeit: 6 bis 24 Stunden, meist 8 bis 12 Stunden, maximal bis 48 Stunden nach der Pilzmahlzeit.
Anzeichen: Heftiges Erbrechen, anhaltender wässriger Durchfall mit bedrohlichen Flüssigkeits- und Elektrolyt-Verlusten, Wadenkrämpfe, starke Leibschmerzen. Die Beschwerden lassen am zweiten und dritten Tag nach, wodurch ein scheinbarer Erholungseffekt entsteht. In dieser Phase beginnt jedoch die Zersetzung der Leber. Bei starker Vergiftung kommen auch gelbsuchtartige Veränderungen der Hautfarbe vor.
Dauer der Erkrankung: 4 bis 10 Tage, auch bei optimaler ärztlicher Notversorgung bei ca. 5 % der erwachsenen Vergifteten mit tödlichem Ausgang. Bei Kindern liegt die Sterblichkeit höher, geschätzt werden 10–20 %. Die meisten (90 %) aller tödlich verlaufenden Pilzvergiftungen werden durch den Grünen Knollenblätterpilz und die beiden weißen Arten Frühlings-Knollenblätterpilz und Kegelhütiger Knollenblätterpilz verursacht.
Verursachende Toxine: Das in den genannten Knollenblätterpilzen enthaltene α-Amanitin ist der Hauptwirkstoff und eines der gefährlichsten Gifte. Daneben sind noch stark toxisch die β- und γ-Amanitine. Die in den Knollenblätterpilzen zusätzlich enthaltenen Phallotoxine spielen für die Schwere der Knollenblätterpilzvergiftung keine Rolle, da sie im Verdauungstrakt bereits teilweise abgebaut werden.
Die tödliche Dosis beim α-Amanitin beträgt beim Erwachsenen etwa 0,1 mg/kg Körpergewicht, das heißt die Einnahme von 20 bis 40 Gramm Knollenblätterpilz (der zwischen 0,02 und 0,04 % α-Amanitin enthält) kann bereits tödlich sein. Für Kinder gilt 1/20 dieses Wertes, also 1 bis 2 Gramm. Die Giftwirkung beruht auf einer Hemmung der RNA-Polymerasen und verhindert somit die Transkription von DNA zu mRNA. Insbesondere die Leberzellen sterben ab, wenn der interne mRNA-Vorrat verbraucht ist. Die für die Hemmwirkung notwendige Toxinkonzentration wird bereits eine Stunde nach der Pilzmahlzeit erreicht.
Therapie: Es ist aufgrund des späten Auftretens der Symptome meist nicht mehr sinnvoll, noch selbst ein Erbrechen durch mechanische Reizung herbeizuführen. Der Patient muss schnellstmöglich in einer Klinik unter ständiger ärztlicher Kontrolle behandelt werden. Wegen des starken Durchfalls muss ein Flüssigkeits- und Elektrolyt-Ausgleich stattfinden. Es muss regelmäßig, etwa alle sechs Stunden in den ersten 24 Stunden, Aktivkohle (Carbo medicinalis, 1 Gramm pro Kilogramm Körpergewicht) verabreicht werden, um die enterohepatische Giftzirkulation möglichst zu verringern und um die Ausscheidung der Toxine aus dem Körper zu veranlassen. Mit der Gabe von Glaubersalz kann die Darmpassage beschleunigt werden. Durch harntreibende Mittel und entsprechende Infusion von Vollelektrolyt-Lösungen ist die Ausscheidung (als forcierte Diurese) über die Nieren (die renale Elimination von Amanitin) zu fördern. Als weitere Maßnahme müssen so früh wie möglich Infusionen mit Silibinin (ein Inhaltsstoff der Mariendistel, Silybum marianum) erfolgen. Die früher (auch 2003 noch zusätzlich) übliche Behandlung mit Penicillin wird  nur noch empfohlen, wenn kein Silibinin (Handelsname Legalon Sil) verfügbar ist; eine Kombination beider (unspezifisch die Aufnahme von Amanitin in die Leberzelle hemmenden) Mittel ist nicht sinnvoll. Seit Einführung des Silibinins in die Therapie ist bei rechtzeitiger Behandlung die Sterblichkeitsrate auf 5 bis 12 % zurückgegangen, zuvor lag sie bei 20 bis 30 %. Wo eine medikamentöse Behandlung nicht ausreicht, kann eine Lebertransplantation lebensrettend sein. Auch die Dialyse (als Hämodialyse) kommt, wenn die Giftaufnahme weniger als 24 Stunden zurückliegt, in schweren Fällen zum Einsatz.
Im Mai 2023 wurde in Nature Communications die Entdeckung eines chinesischen und australischen Forscherteams veröffentlicht, dass der Farbstoff Indocyaningrün ein wirksames Gegengift gegen Amatoxine sei. Diese Entdeckung wurde bisher nur an menschlichen Zellkulturen und im Tierversuch an Mäusen getestet, aber noch nicht therapeutisch angewendet.
Es werden bei der Amatoxin-Intoxikation verschiedene Schweregrade der Vergiftung unterschieden:
- Schweregrad 1 (leichte Vergiftung): typische Magen-Darm-Symptomatik ohne spätere Leber- oder Nierenschädigung.
- Schweregrad 2 (mittelschwere Vergiftung): typische Magen-Darm-Symptomatik mit leichter Leberschädigung, geringe Transaminasen-Konzentration.
- Schweregrad 3 (schwere Vergiftung): typische Magen-Darm-Symptomatik mit schwerer Leberschädigung, hohe Transaminasen-Konzentration, Störungen der Blutgerinnungsfähigkeit.
- Schweregrad 4 (sehr schwere Vergiftung): Leberzerfall und Nierenschädigung, sehr hohe Transaminasen-Konzentration und erhöhte Bilirubin-Werte, starke Störung der Blutgerinnungsfähigkeit.

Ab Schweregrad 3 sollte der Patient in einer Klinik mit Möglichkeiten zu einer Leber-Transplantation behandelt werden.
Verursachende Pilze: Grüner Knollenblätterpilz (Amanita phalloides), Frühlings-Knollenblätterpilz (Amanita verna), Kegelhütiger Knollenblätterpilz (Amanita virosa), Gift-Häubling (Galerina marginata), weitere Häublinge (Galerina spec.), Conocybe rugosa (Syn. Conocybe filaris), Fleischroter Giftschirmling (Lepiota brunneo-incarnata), Fleischrosa Giftschirmling (Lepiota helveola), Gewächshaus-Schirmling (Lepiota citrophylla), weitere kleine Schirmlinge (Lepiota spec.)

#### Orellanus-Syndrom
auch Orellana-Syndrom (vgl. Lexikon der Medizin, Thomas: Labor und Diagnose).

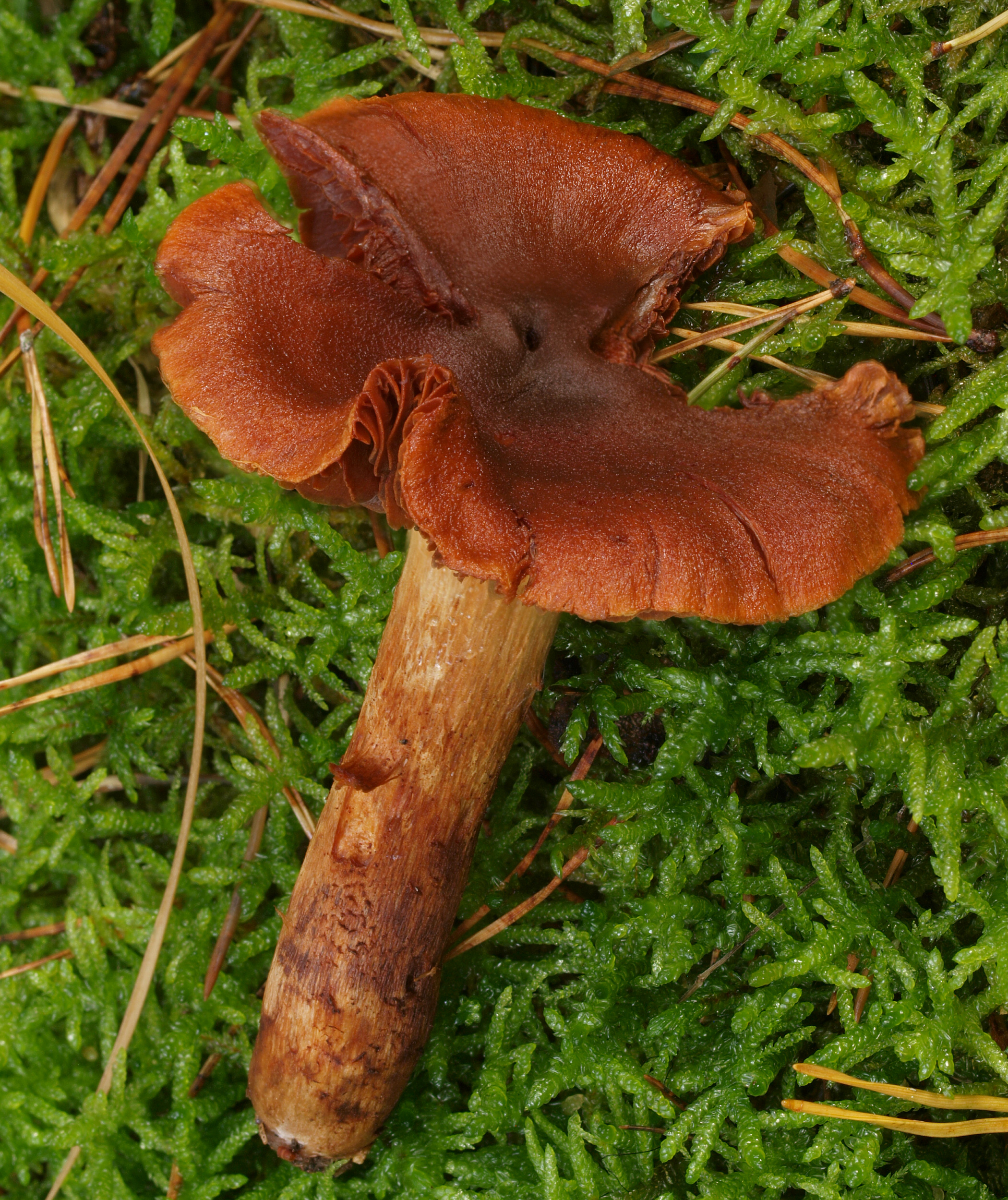
Orangefuchsiger Raukopf (Cortinarius orellanus)

Latenzzeit: Oftmals treten erst ab 36 Stunden nach der Pilzmahlzeit, im Extremfall erst nach über 14 Tagen die Vergiftungssymptome auf. Auch eine tödliche Dosis Orellanin zeigt im Tierversuch erst nach 48 Stunden die ersten Symptome.
Anzeichen: Nach einer langen, oft völlig symptomlosen Latenzzeit treten erste unspezifische Anzeichen wie Übelkeit und Erbrechen auf. Die beginnende Nierenschädigung manifestiert sich zunächst durch Schmerzen im Lendenwirbelbereich. Der Patient kann zudem unter Kopf-, Gelenk- oder Muskelschmerz, Kältegefühl oder Schüttelfrost leiden, ohne dass sich die Körpertemperatur wesentlich ändert. Schließlich treten noch Symptome von übermäßigem Durst, verstärkter Urinsekretion bis hin zur Polyurie auf.
Dauer der Erkrankung: Je nach Intensität der Erkrankung treten die Symptome frühzeitig (36 Stunden) oder wesentlich später auf. In letzterem Fall ist ab dem neunten Tag nach Auftreten der Symptome mit einem milderen Verlauf der Vergiftung zu rechnen. Die Dauer der Erkrankung hängt stark von der Schädigung der Nieren ab und ist im Extremfall mit einer Nierentransplantation verbunden. So kann sich die Behandlung und Rekonvaleszenz über einen sehr langen Zeitraum erstrecken.
Verursachende Toxine: Neben dem Haupttoxin Orellanin existiert noch das weniger giftige Toxin Orellinin. Die früher als Toxine beschriebenen cyclopeptidischen Cortinarine A, B, und C existieren dagegen nicht, wie Untersuchungen von Hartmut Laatsch gezeigt haben. Cortinarius orellanus. enthält ca. 1,5 bis 2 % Orellanin in der Trockenmasse. Die LD50-Dosis schwankt zwischen 4,9 und 8,3 mg/kg im Tierversuch, wobei 20 bis 30 % der Testratten resistent gegen das Gift sind. Auf den Menschen übertragen hieße dies, dass eine lebensgefährliche Dosis ab ca. 50 bis 100 Gramm Frischpilz gegeben ist, bei Kindern und besonders empfindlichen Personen deutlich weniger. Orellanin kann durch Trocknen und Kochen nicht zerstört werden. Die Letalität bei Orellanin-Vergiftungen liegt bei 10 bis 15 %.
Therapie: Bei Verdacht auf Verzehr von giftigen Cortinarius-Arten ist umgehend ein ärztlicher Notdienst zu informieren und der Patient ins Krankenhaus einzuweisen. Durch Erbrechen, Magenspülung und Gabe von Aktivkohle und Lactulose muss versucht werden, das noch nicht resorbierte Gift auszuscheiden. Da noch keine Symptome aufgetreten sind, ist bei Verdacht möglichst der Giftpilz aus Pilzputzresten, Resten der Mahlzeit oder anhand des Mageninhalts genau zu analysieren, um die weitere Therapie festzulegen. Wenn noch keine Nierenschädigung innerhalb der ersten Woche auftritt, ist eine Hämoperfusion zur Entfernung des noch im Körper vorhandenen Gifts in Betracht zu ziehen. Eine Hämodialyse ist nur bei drohendem Nierenversagen angezeigt. Da die Vergiftung oft erst relativ spät als solche erkannt wird, bleibt nach Behandlungsbeginn bei Eintreten der Vergiftungsanzeichen nur eine symptomatische Behandlung.
Verursachende Pilze: Orangefuchsiger Raukopf (Cortinarius orellanus), Spitzgebuckelter Raukopf (Cortinarius rubellus). Weitere Schleierlinge (Cortinarius spec.) vor allem aus den Sektionen Rauköpfe (Leprocybe) und Hautköpfe (Dermocybe) wurden ebenfalls verdächtigt, Orellanin zu enthalten, allerdings konnten neue Untersuchungen das nicht bestätigen.
Der Leuchtendgelbe Klumpfuß (Cortinarius splendens) – mit ähnlicher Symptomatik, aber ohne Orellanin – enthält ein anderes starkes, noch unbekanntes Nierengift.

#### Nierenschäden durch verschiedene Wulstlingsarten
Latenzzeit: Bis zum Auftreten der ersten Symptome vergehen durchschnittlich etwa 12 Stunden; bei Vergiftungen mit Amanita smithiana wurden aber auch weit kürzere Latenzzeiten beobachtet.
Anzeichen: Zunächst treten unspezifische gastrointestinale Symptome (Übelkeit, Erbrechen und Durchfälle) auf. Zwei bis fünf Tage nach dem Verzehr der Pilze kommt es zu Nierenversagen mit Anurie.
Dauer der Erkrankung: Meist erholen sich die Patienten bei entsprechender Behandlung innerhalb einiger Wochen vollständig. Dauerhafte Nierenschäden sind aber nicht ausgeschlossen.
Verursachende Toxine:?
Therapie: Symptomatische Behandlung, erforderlichenfalls Dialyse.
Verursachende Pilze: Ockerscheidiger Eierwulstling (Amanita proxima), Amanita smithiana (nordamerikanische Art).

#### Gyromitra-Syndrom

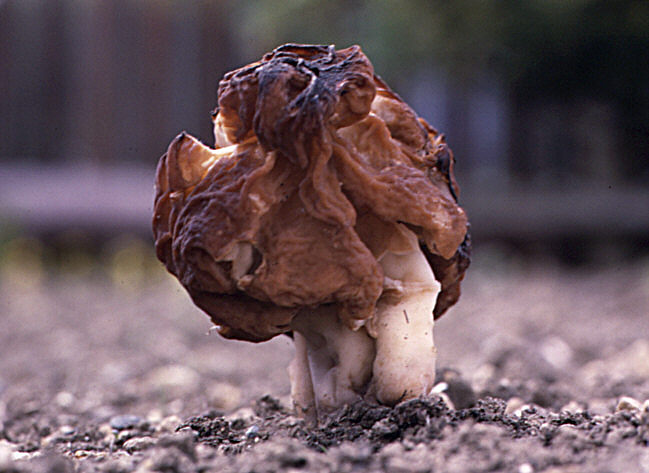
Frühjahrs-Giftlorchel (Gyromitra esculenta)

Latenzzeit: 4 bis 24 Stunden, meist 6 bis 8 Stunden nach der Pilzmahlzeit, in Extremfällen auch schon nach 2 Stunden.
In Russland und Schweden wird die Frühjahrs-Giftlorchel noch gerne gegessen. Dabei werden die Pilze mindestens zweimal gründlich abgekocht und das Kochwasser anschließend verworfen. Trotz dieser Kochprozedur sind Vergiftungen mit der Frühjahrslorchel dort weit verbreitet und machen in Russland etwa 45 % aller Pilzvergiftungen aus. Beim Kochen entweichen giftige Dämpfe, die beim Einatmen zu Vergiftungen führen können.
Anzeichen: Nach der Latenzzeit treten Vergiftungssymptome auf wie Übelkeit, Kopf- und Bauchschmerzen, Mattigkeit, Bauchkoliken. Schließlich kommt es zu länger anhaltendem Erbrechen und wässrigen Durchfällen. Von der Symptomatik her ähnelt die Gyromitrin-Vergiftung zunächst frappierend der Intoxikation mit Amanitin (Phalloides-Syndrom). Auch hier können lebensbedrohende Flüssigkeitsverluste (= Exsikkose) mit der Gefahr eines Kreislaufschocks auftreten. Der Blutdruck fällt ab, der Puls steigt an, es kommt zu Wadenkrämpfen.
Nach dieser Phase tritt häufig eine scheinbare Verbesserung des Zustandes ein, doch treten nun bald (am zweiten oder dritten Tag) Leber- und Nierenprobleme auf, die sich in Anurie, Leberkoma mit Organblutungen, Atemstillstand, Kreislauf- und Nierenversagen äußern können.
Dauer der Erkrankung: Der akute Verlauf der Vergiftung erstreckt sich über zwei bis drei Tage. Behandlung und Rekonvaleszenz können sich noch deutlich länger hinziehen.
Verursachende Toxine: Der verursachende Giftstoff ist das Gyromitrin, welches bei der Zubereitung oder spätestens im Magen-Darm-Trakt zu dem noch viel toxischeren, wasserlöslichen Monomethylhydrazin abgebaut wird. Aufgrund seines Siedepunkts bei 87 °C kann dieses normalerweise während des Kochvorgangs entweichen, wodurch es allerdings auch schon zu Vergiftungen durch bloße Inhalation der Kochdämpfe kommen kann. Überdies scheint es große individuelle Unterschiede in der Verträglichkeit des Giftes zu geben. So überstehen manche Esser das Gift völlig schadlos, während andere bei gleicher Dosis eine schlimme Vergiftung erleiden. Die Wirkung des Giftes beruht auf einer Hemmung des Pyridoxins im Zentralnervensystem. Der daraus resultierende Mangel an γ-Aminobuttersäure führt zu Koma und Krämpfen. Der mögliche Leberschaden lässt sich auch auf die Hemmung des Pyridoxins zurückführen, das auch im Aminosäurestoffwechsel beteiligt ist.
Die tödliche Gyromitrin-Menge für einen Erwachsenen liegt bei etwa 20 bis 50 mg/kg Körpergewicht, bei Kindern liegt die Dosis etwa um die Hälfte niedriger. Der Giftgehalt der Frühjahrslorchel liegt bei 0,1 bis 0,3 % im Frischpilz und auch im getrockneten Pilz. Es scheint durch den Trocknungsvorgang ebenfalls zu einem Schwund an Giftstoffen zu kommen.
Zudem stehen Gyromitrin und sein Abbauprodukt Monomethylhydrazin im Verdacht, die Entstehung von Tumoren auslösen zu können.
Therapie: Wenn die Vergiftung schon frühzeitig erkannt wird, kann versucht werden, durch künstliches Erbrechen und Magenspülung noch vorhandene Pilzreste aus dem Verdauungstrakt zu entfernen. Wie beim Phalloides-Syndrom wird Aktivkohle und Lactulose verabreicht. Als Gegengift wird Pyridoxin intravenös injiziert. Allerdings darf hier eine Gesamtdosis von 15 bis 20 Gramm täglich nicht überschritten werden. Für Kinder gelten entsprechend geringere Werte.
Verursachende Pilze: Frühjahrs-Giftlorchel (Gyromitra esculenta) sowie andere Giftlorcheln (Gyromitra sp.), Helmkreisling (Cudonia circinans), Dottergelbe Scheiben-Lorchel (Discina leucoxantha). Geringe Mengen Gyromitrin können außerdem noch Lorcheln aus der Gattung Helvella und Gallertkäppchen (Leotia sp.) enthalten.

#### Rhabdomyolyse
Im Jahr 2001 wurde der bis dahin in allen Pilzbüchern als essbar angegebene und als Marktpilz zugelassene Grünling (Tricholoma equestre) als wahrscheinlicher Verursacher einer Reihe von Vergiftungen in Frankreich identifiziert. Unter den insgesamt zwölf vergifteten Personen waren drei Todesfälle durch Rhabdomyolyse zu verzeichnen. 2002 wurde über zwei weitere Fälle in Polen berichtet.

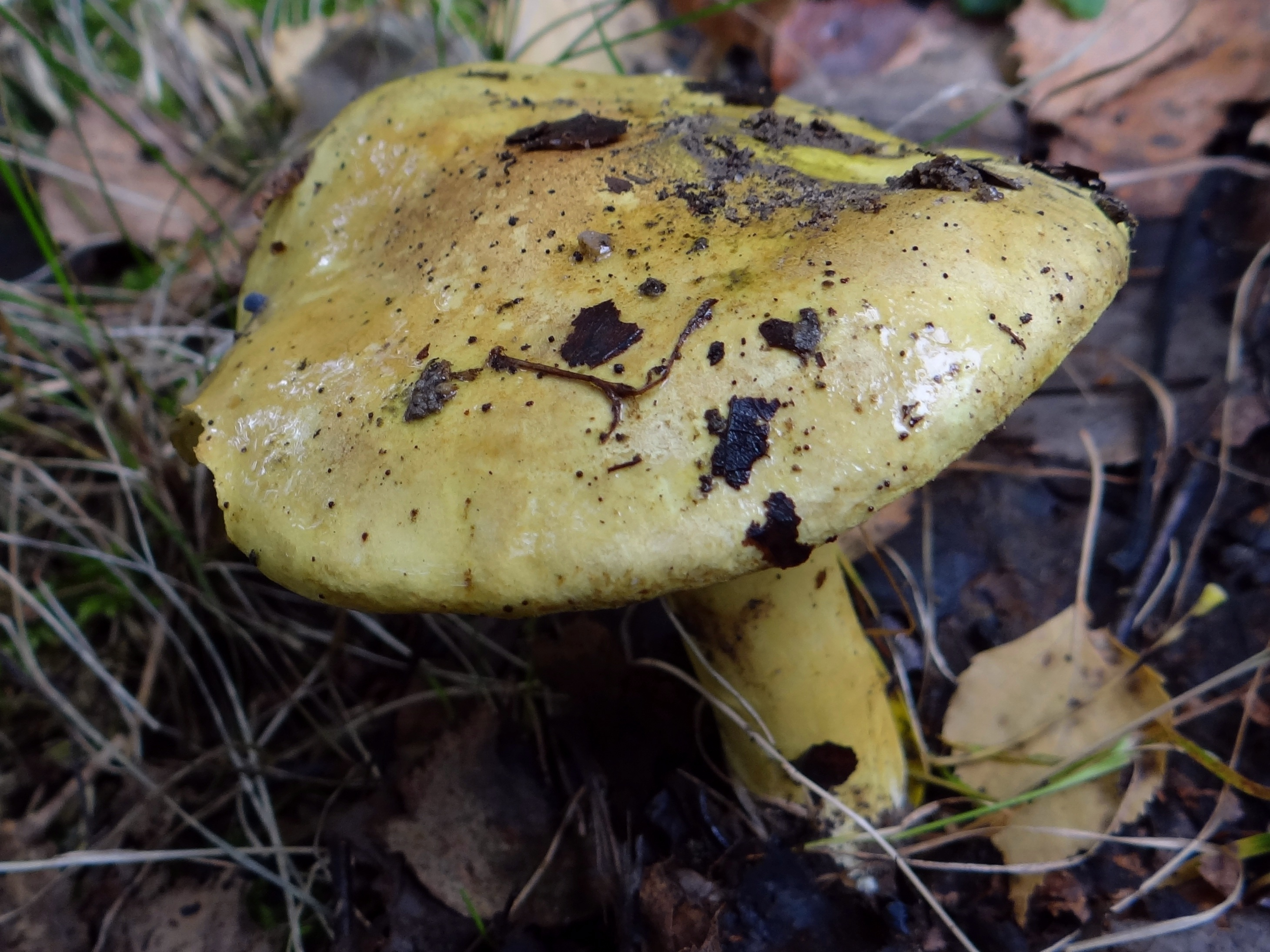
Grünling (Tricholoma equestre)

Latenzzeit: 30 Minuten nach der ersten Mahlzeit (bei Russula subnigricans), bzw. 24 bis 72 Stunden nach mehrmaligen Mahlzeiten (zum Beispiel beim Grünling, Tricholoma equestre).
Anzeichen: Die Vergiftung beginnt bei Russula subnigricans mit Schwindel und Durchfällen und kann entweder vergleichsweise harmlos verlaufen oder zusammen mit schweren Komplikationen durch einsetzende Rhabdomyolyse verbunden sein. Beim Grünling beginnt die Vergiftung mit Müdigkeit, zu der Muskelschwäche und Schmerzen, besonders in den Oberschenkeln, hinzutreten. Durch den Zerfall von Muskelgewebe wird Myoglobin im Urin ausgeschieden, was in schwereren Fällen an einer dunklen Färbung des Urins zu erkennen ist. Labormedizinisch ist zudem ein erhöhter Wert von Creatin-Kinase im Serum feststellbar. Von der Muskelschädigung können auch die Herz- und Zwerchfellmuskulatur betroffen sein, was den teilweise tödlichen Ausgang der Vergiftungen erklärt. Weitere Symptome sind Hautrötung im Gesicht, Schwitzen und Übelkeit.
Dauer der Erkrankung: Die Symptome nehmen zunächst über drei bis vier Tage hinweg zu. Auch wenn die Vergiftung nicht tödlich verläuft, dauert die Gesundung der Patienten mehrere Wochen.
Verursachende Toxine: Die für das Auftreten der lebensgefährlichen Muskelschwäche verantwortlichen Stoffe des Grünlings sind noch nicht bekannt. Da der Genuss von Grünlingen nicht immer zu Vergiftungserscheinungen führt, vermutet man, dass die Konzentration des Toxins in den Pilzen schwankt. Als Hauptwirkstoff von Russula subnigricans gilt die Cycloprop-2-en-carbonsäure.
Therapie: Nur eine symptomatische Behandlung ist möglich.
Verursachende Pilze: Grünling (Tricholoma equestre) und Nisekurohatsu (Russula subnigricans). Letzterer ist der einzige Täubling, der als Verursacher tödlicher Vergiftungen identifiziert wurde. Im Gegensatz zum Grünling, der eine erst stark verzögerte Rhabdomyolyse nach mehrfachem Verzehr auslöst, tritt hier die erste Wirkung bereits ca. 30 Minuten nach der ersten Mahlzeit ein.

#### Acromelalga-Syndrom
Latenzzeit: 1 bis 2 Tage, gelegentlich länger.
Anzeichen: Schmerzen, Missempfindungen und Hautrötung an Beinen und Armen. Gelegentlich treten auch Schwellungen, Lähmungen und Krämpfe auf. Die Symptome verschlimmern sich durch Wärme (zum Beispiel unter einer Bettdecke).
Dauer der Erkrankung: Tage bis mehrere Wochen, aus Japan wurden Vergiftungen mit mehreren Monaten Dauer berichtet.
Verursachende Toxine: Acromelsäure.
Therapie: Kühlung der schmerzhaften Körperstellen, Schmerzmittel. Die Schmerzen sind aber nur schlecht medikamentös zu lindern.
Verursachende Pilze: Parfümierter Trichterling (Paralepistopsis amoenolens), Bambus-Trichterling (Paralepistopsis acromelalga)

### Pilzvergiftungen mit einer Latenzzeit von weniger als vier Stunden

#### Muskarin-Syndrom

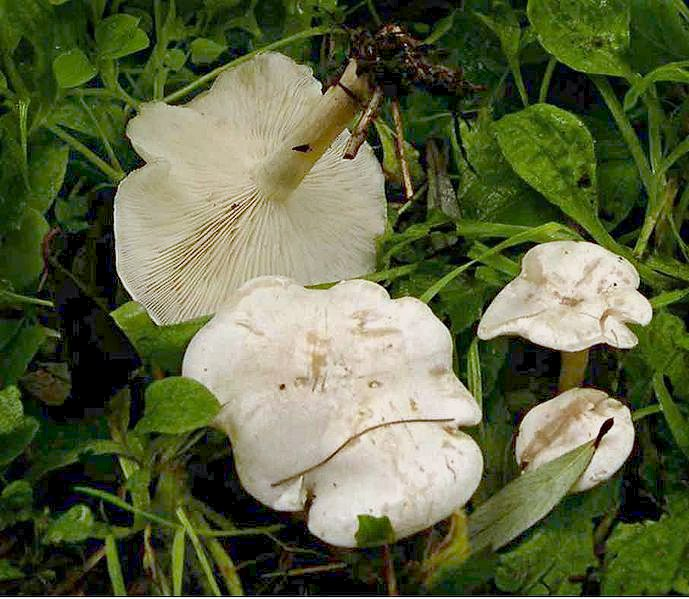
Feld-Trichterling (Clitocybe dealbata)

Latenzzeit: Innerhalb weniger Minuten bis 2 Stunden.
Anzeichen: Muskarin wirkt als Parasympathomimetikum. Typische Symptome sind Sehstörungen durch Pupillenverengung, Tränen- und Speichelfluss sowie eine starke Schweißsekretion. Hinzu kommen als mögliche Symptome noch Erbrechen, Durchfall, Magen-Darm-Störungen, Zittern (Tremor), Kopfschmerzen. Bei starken Vergiftungen verlangsamt sich der Puls (Bradykardie) und der Blutdruck fällt ab, es kommt manchmal zu Atemnot durch Verengung der Atemwege und Angstgefühlen.
Dauer der Erkrankung: Schwache Vergiftungen klingen rasch ab und sind oft ohne besondere Therapie nach zwei Stunden überstanden. Starke Vergiftungen dauern länger (bis zu 24 Stunden) und können lebensbedrohliche Formen annehmen.
Verursachende Toxine: Das Toxin wurde zum ersten Mal aus dem Fliegenpilz (Amanita muscaria) isoliert und daher nach diesem Muscarin (deutsch „Muskarin“) genannt. Kurioserweise ist Muskarin nicht für die Giftwirkungen des Fliegenpilzes verantwortlich, in welchem es nur in äußerst geringen Mengen vorkommt. In wesentlich höheren – toxisch wirksamen – Konzentrationen kommt es in einigen Arten von Risspilzen und Trichterlingen vor.
Aufgrund seiner molekularen Ähnlichkeit mit Acetylcholin ist es in der Lage die gleichen Rezeptoren (muskarinische Acetylcholinrezeptoren) des parasympathischen Nervensystems reversibel zu besetzen. Da es durch das Enzym Acetylcholinesterase nicht abgebaut werden kann, kommt es zu einer Dauerreizung der betroffenen Nerven mit den unter Anzeichen genannten Folgen. Das Antidot Atropin verdrängt das Muskarin von diesen Rezeptoren, ohne eine Erregung auszulösen.
Die LD50 von Muscarin bei Mäusen liegt bei intravenöser Verabreichung 0,23 Milligramm pro Kilogramm. Beim Menschen wird die letale Dosis auf circa 180 Milligramm geschätzt.
Therapie: Magenspülung, Aktivkohle, sehr gut wirksames Gegengift: Atropin, wovon 0,5–2 mg intravenös verabreicht werden.
Verursachende Pilze: Feld-Trichterling (Clitocybe quisquiliarum) und weitere Trichterlinge (Clitocybe spec.), Ziegelroter Risspilz (Inosperma erubescens) und weitere Risspilze (Inocybe s. l. spec.).

#### Pantherina-Syndrom

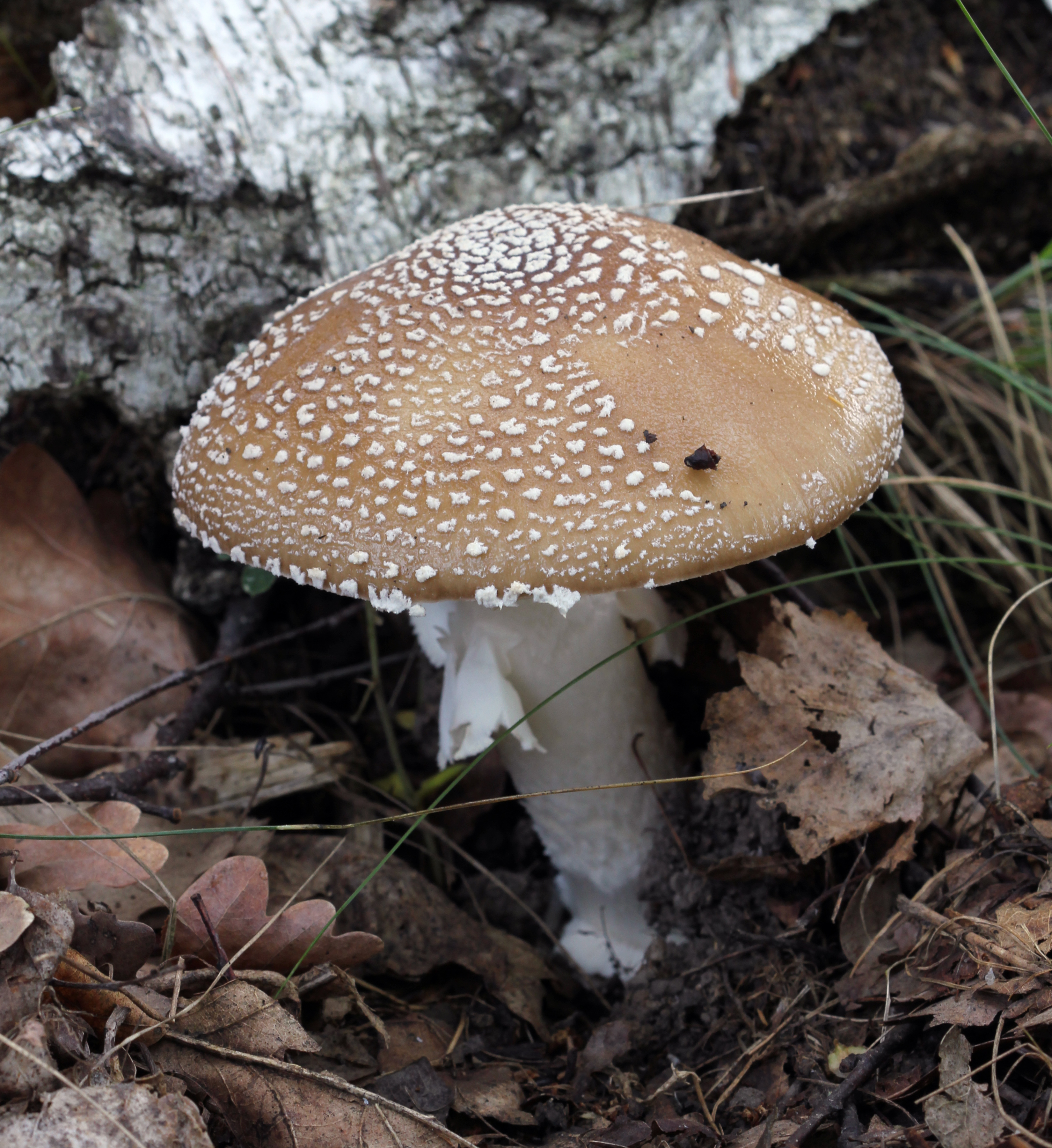
Pantherpilz (Amanita pantherina)

Latenzzeit: ist sehr kurz, innerhalb weniger Minuten bis zwei Stunden, in seltenen Fällen können Symptome auch erst nach bis zu vier Stunden auftreten.
Anzeichen: Erste Anzeichen der Vergiftung sind Schwindel und Müdigkeit. Daraus entwickelt sich ein rauschartiger Zustand, zu dem Sinnestäuschungen, Koordinationsstörungen, Verlust des Zeitgefühls und Selbstüberschätzung gehören können. Schließlich fällt der Vergiftete in Tiefschlaf. Über einzelne Todesfälle durch Schock oder Atemstillstand wurde berichtet.
Teilweise lösen Fliegen- oder Pantherpilze auch Übelkeit, Bauchschmerzen und Erbrechen aus, selten kommt es vor, dass ihr Verzehr gänzlich ohne Folgen bleibt.
Dauer der Erkrankung: Die akute Symptomatik dauert in der Regel bis etwa zehn Stunden. Danach tritt eine rasche Erholung ein.
Verursachende Toxine: Als Toxine bekannt sind Ibotensäure und Muscimol. Dazu kommen vermutlich weitere, bisher nicht entdeckte Stoffe. Muskarin, welches man ursprünglich für das wirksame Toxin hielt, kommt in Fliegenpilzen nur in geringen, kaum wirksamen Mengen und im Pantherpilz gar nicht vor. Die tödliche Dosis von Muscimol liegt bei 45 mg pro Kilogramm Körpergewicht und von der Ibotensäure bei 38 mg pro Kilogramm Körpergewicht.
6,6 % aller Pilzvergiftungen werden vom Pantherpilz verursacht. Die Sterblichkeitsrate liegt bei 1 bis 2 %. Die Fliegenpilzintoxikation macht 1 bis 2 % sämtlicher Pilzvergiftungen aus. Die Letalität liegt bei 5 %.
Therapie: Nur eine symptomatische Behandlung ist möglich.
Verursachende Pilze: Pantherpilz (Amanita pantherina), Fliegenpilz (Amanita muscaria), Königs-Fliegenpilz (Amanita regalis), Narzissengelber Wulstling (Amanita gemmata).
Ähnliche essbare Pilze: Der Perlpilz (Amanita rubescens) kann von unerfahrenen Sammlern leicht mit dem Pantherpilz verwechselt werden.

#### Gastrointestinales Syndrom
Auch Resinoides Syndrom genannt.

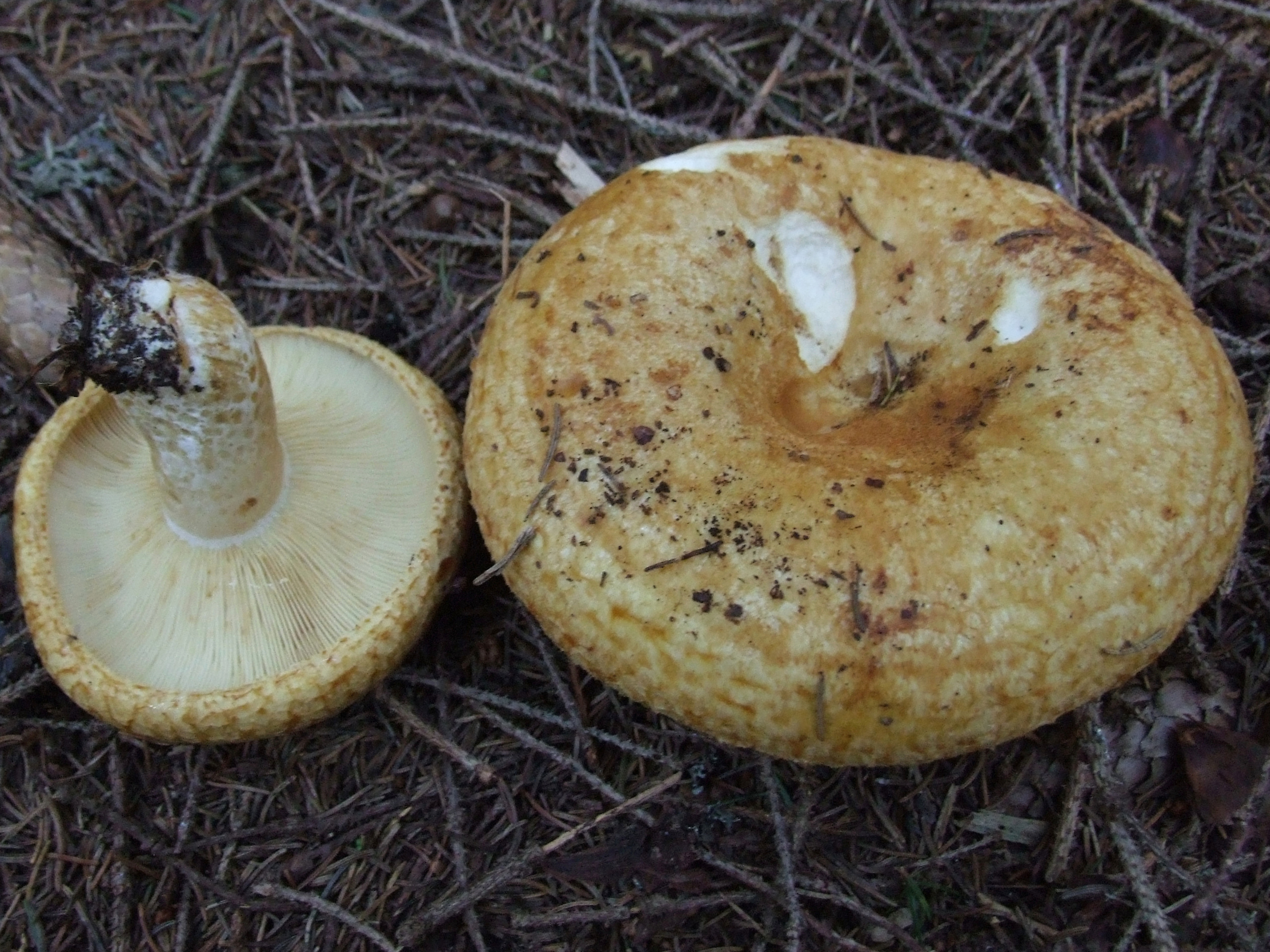
Grubiger Milchling (Lactarius scrobiculatus)

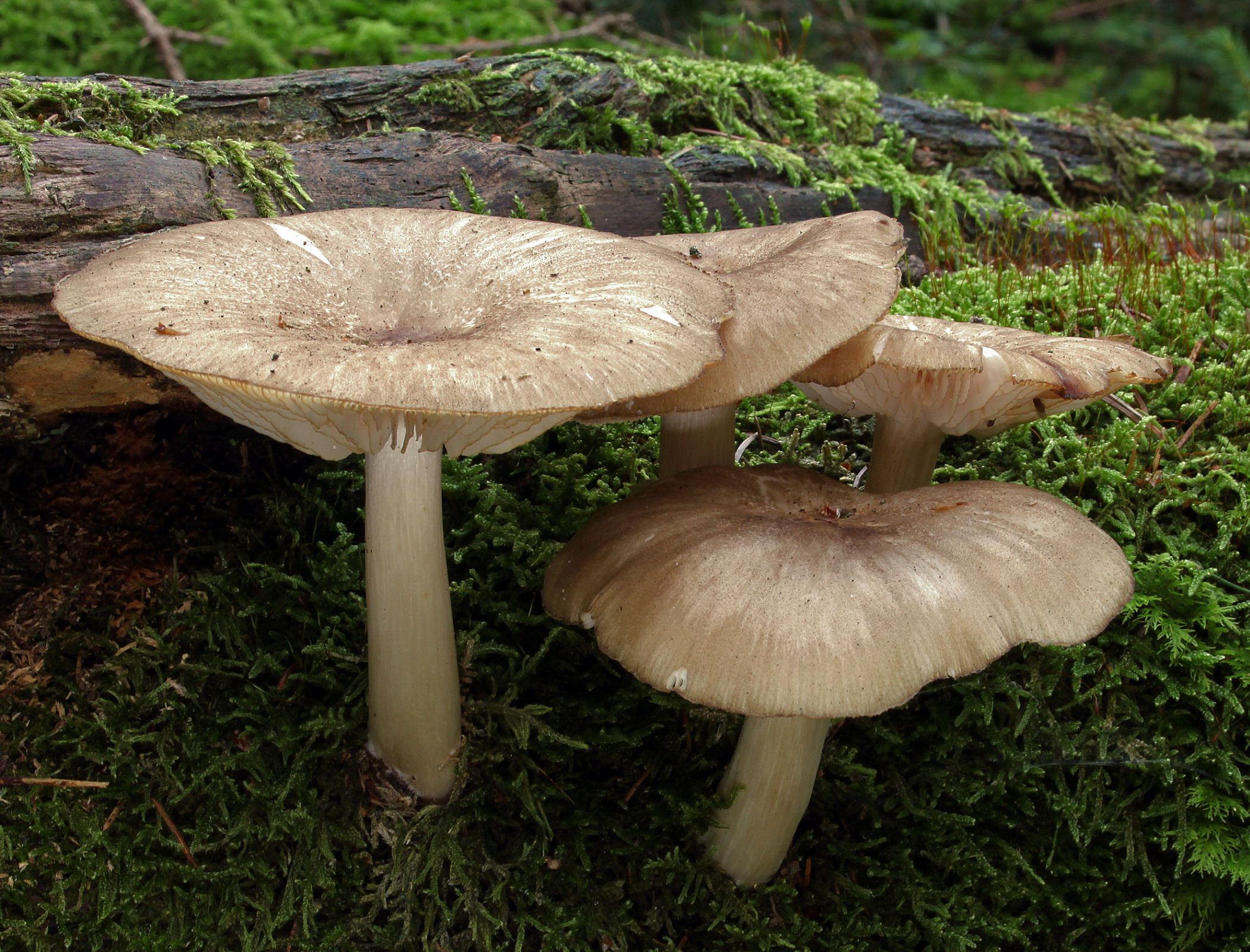
Breitblättriger Rübling (Megacollybia platyphylla)

Latenzzeit: Teilweise treten die ersten Beschwerden noch während der Pilzmahlzeit auf, teils erst nach bis zu vier Stunden. Immer ist die Latenzzeit aber verhältnismäßig kurz. Da meist ein Mischpilzgericht der Auslöser ist, in dem auch Knollenblätterpilze oder Rauköpfe mit langer Latenzzeit dabei gewesen sein könnten, sollten Leber- und Nierenfunktion in jedem Fall in den nächsten Tagen mit beobachtet werden.
Anzeichen: Übelkeit, Erbrechen, Durchfall, Bauchschmerzen, infolge von Schäden an der Magenschleimhaut. Auch beim Verzehr von an sich harmlosen Pilzen kann Angst zu den eben genannten Anzeichen führen. Diese „eingebildeten“ Symptome sollten nicht abgetan, sondern der Patient wie bei einer echten Vergiftung behandelt werden.
Dauer der Erkrankung: In der Regel verschwinden die Beschwerden nach ein bis zwei Tagen, ohne Spätfolgen auszulösen. Die Folgen der Schädigung der Magenschleimhaut können allerdings bis zu 7 Tagen andauern.
Verursachende Toxine: Gastrointestinale Beschwerden können von sehr unterschiedlichen Giften ausgelöst werden, denen gemeinsam ist, dass sie über die Magen- oder Darmschleimhaut aufgenommen werden. Als häufiges Gift gelten terpenoide Substanzen. Im Milchling Lactarius necator kommt das mutagene Alkaloid Necatoron vor.
Therapie: Falls erforderlich Erbrechen auslösen, gegebenenfalls Magenspülung und Aktivkohlegabe. Wichtig ist auch – wie bei anderen Durchfallerkrankungen – der Ausgleich des Verlusts an Flüssigkeiten und Salzen.
Verursachende Pilze:
- Champignons: Karbol-Champignon, Gift-Egerling (Agaricus xanthoderma), Perlhuhnegerling (Agaricus placomyces) …
- Dickröhrlinge: Satans-Röhrling (Boletus satanas), Schönfuß-Röhrling (Boletus calopus) …
- Milchlinge: Bruchreizker, Maggipilz (Lactarius helvus), Grubiger Milchling (Lactarius scrobiculatus), Birken-Reizker (Lactarius torminosus) …
- Ritterlinge: Tiger-Ritterling (Tricholoma pardinum), Brennender Ritterling (Tricholoma virgatum), möglicherweise Gemeiner Schwefel-Ritterling (Tricholoma sulfureum) …
- Rötlinge: Riesen-Rötling (Enteloma sinuatum) …
- Saftlinge: Kegeliger Saftling (Hygrocybe conica) …
- Schleierlingsverwandte: Blutroter Hautkopf (Cortinarius sanguineus, syn. Dermocybe sanguinea), Tongrauer Tränen-Fälbling (Hebeloma crustuliniforme) …
- Schwindlingsverwandte: Breitblättriger Rübling (Megacollybia platyphylla), Leuchtender Ölbaumpilz (Omphalotus olearius) …
- Täublinge: Kirschroter Spei-Täubling (Russula emetica), Stink-Täubling (Russula foetens), Wechselfarbiger Dotter-Täubling (Russula fragilis) …
- Träuschlingsverwandte: Grünblättriger Schwefelkopf (Hypholoma fasciculare) …

#### Psilocybin-Syndrom

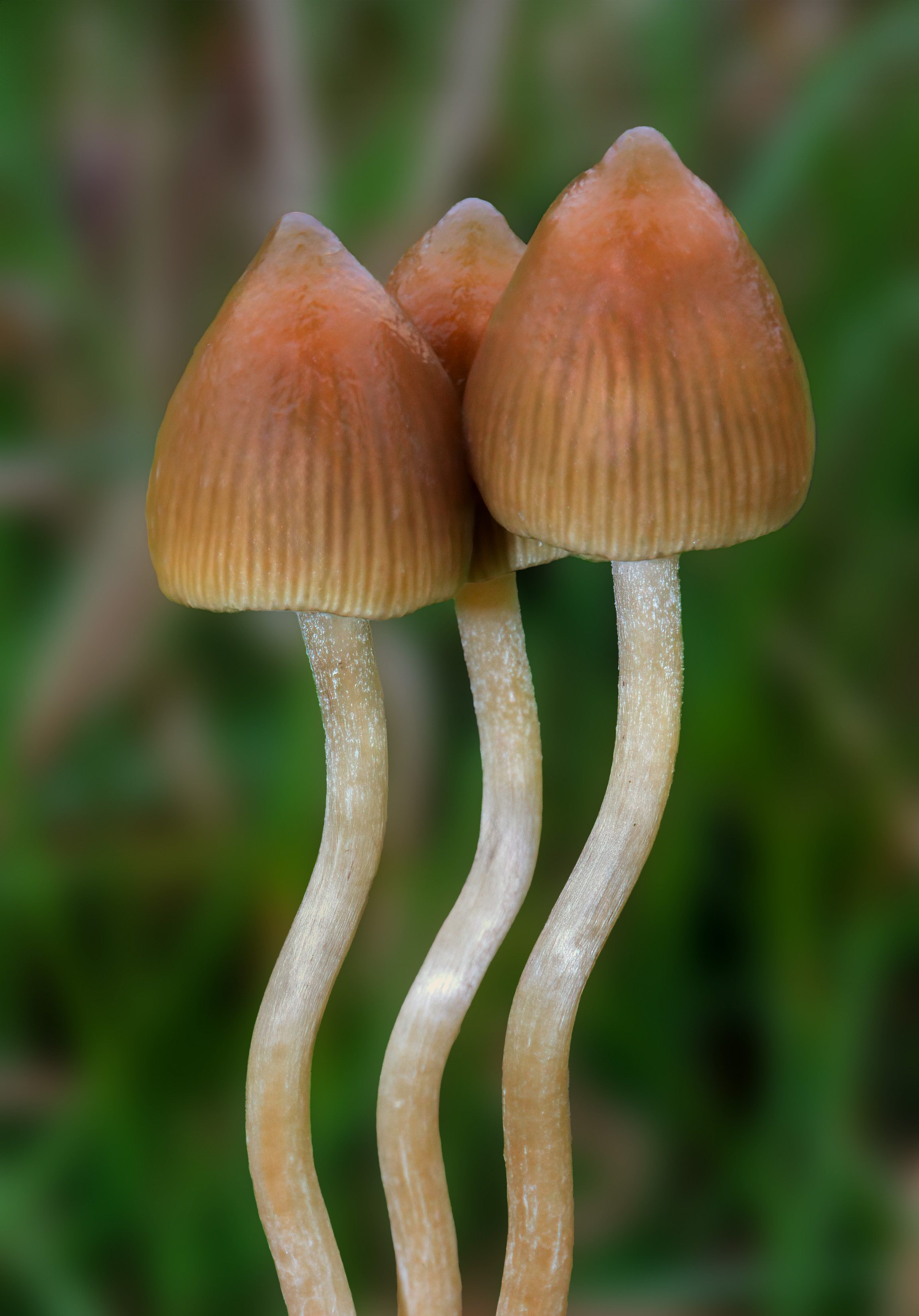
Spitzkegeliger Kahlkopf
(Psilocybe semilanceata)

Latenzzeit: Wenige Minuten bis eine Stunde.
Anzeichen: Rauschzustand mit visuellen Illusionen, Schwindel und Euphorie, in der Ausprägung abhängig von der eingenommenen Menge. Bei größerer Dosierung verstärkt sich der Schwindel bis hin zu Übelkeit mit Erbrechen. Die Euphorie kann je nach Individuum auch in Angstzustände und latente Psychosen umschlagen.
Dauer der Erkrankung: Wenige Stunden.
Verursachende Toxine: Psilocybin
Therapie: beruhigendes Zureden, gegebenenfalls Gabe von Benzodiazepinen.
Verursachende Pilze: verschiedene Pilze unter anderem in den Gattungen Kahlköpfe (Psilocybe spec.), Panaeolus, Gymnopilus, Pluteus, Conocybe.
Die versehentliche Vergiftung mit psilocybinhaltigen Pilzen aufgrund einer Verwechslung kommt kaum vor, da diese Pilze eher klein sind und dem Speisepilzsammler uninteressant erscheinen. Eher werden die Pilze absichtlich als Rauschmittel konsumiert, was auch zu unerwünschten Effekten führen kann. Zu beachten ist auch, dass psilocybinhaltige Pilze von unerfahrenen Sammlern mit weit gefährlicheren Giftpilzen verwechselt werden können (u. a. Galerina und Conocybe spp.), die wie Knollenblätterpilze ein potentiell tödliches Phalloides-Syndrom verursachen.

### Andere Vergiftungserscheinungen

#### Coprinus-Syndrom

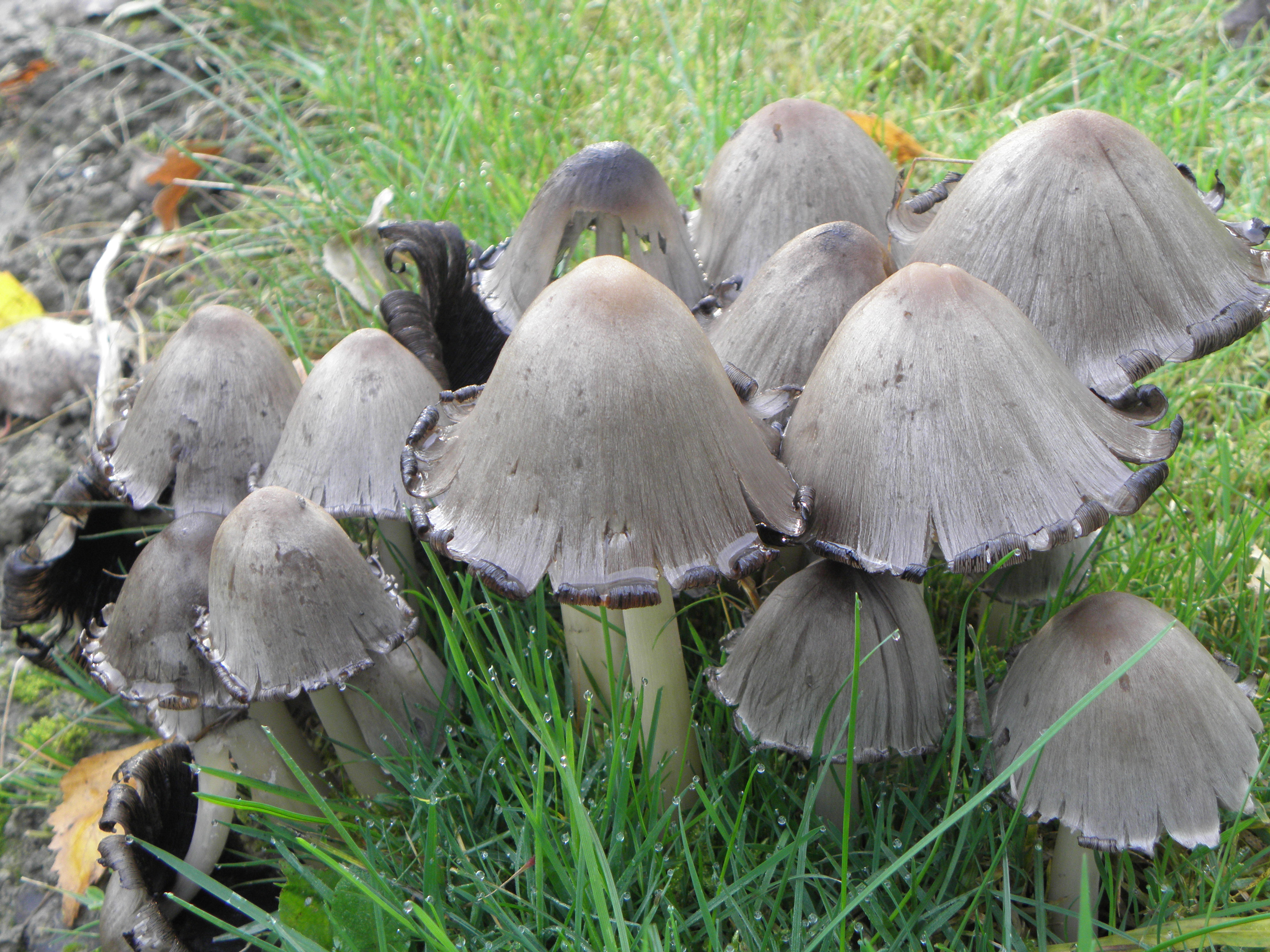
Falten-Tintling (Coprinus atramentarius)

Der Verzehr einiger eigentlich essbarer Pilzarten löst dieses Syndrom aus, wenn gleichzeitig oder danach Alkohol genossen wird. Dabei wird der zweite Schritt des Abbaus von Ethanol (Trinkalkohol) gestört. Coprin blockiert hierbei das Enzym Acetaldehyddehydrogenase, das den toxischen Acetaldehyd in harmloses Acetat umwandelt. Folglich reichert sich Acetaldehyd im Körper an und bewirkt die charakteristischen Vergiftungserscheinungen.
Latenzzeit: Die eigentliche Latenzzeit nach dem Genuss von Pilzen und Alkohol ist kurz. Das Trinken von Alkohol kann aber noch mehrere Tage nach dem Verzehr der Pilze die Vergiftung auslösen.
Anzeichen: Gesichtsrötung, Schweißausbrüche, Herzklopfen, Kreislaufstörungen. Die Symptome können sehr unangenehm sein, stellen aber normalerweise keine Gefahr dar.
Dauer der Erkrankung: einige Stunden
Verursachende Toxine: Coprin
Therapie: Normalerweise nicht erforderlich
Verursachende Pilze: Falten-Tintling (Coprinus atramentarius), nicht gesichert sind auch Vorkommen des Giftes Coprin im Keulenfuß-Trichterling (Clitocybe clavipes) und im Ochsen-Röhrling (Boletus torosus)

#### Paxillus-Syndrom

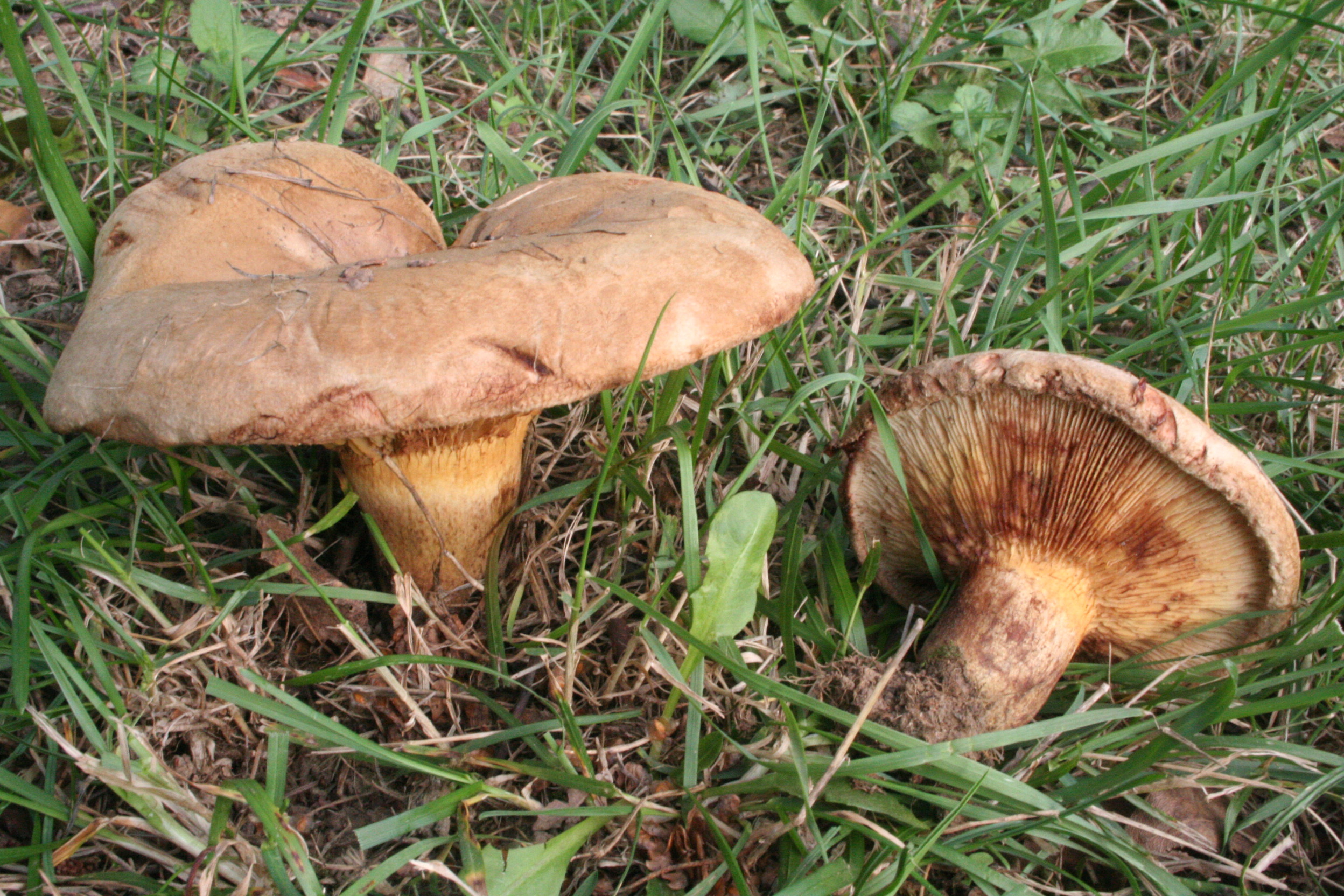
Kahler Krempling (Paxillus involutus)

Beim Paxillus-Syndrom handelt es sich vermutlich nicht um eine Pilzvergiftung im engeren Sinne, sondern um eine allergische Reaktion, die recht selten auftritt (meist erst nach mehrmaligem Verzehr), dann allerdings oft schwer verläuft. Dementsprechend wird sein Auslöser, der Kahle Krempling (Paxillus involutus), häufig ohne Folgen verzehrt. Besonders in Osteuropa ist er ein gängiger Marktpilz.
Latenzzeit: 1 bis 2 Stunden
Anzeichen: Übelkeit, Erbrechen, Koliken, Hämolyse, Nierenversagen
Dauer der Erkrankung:
Verursachende Toxine: Auslöser sind keine Toxine, sondern im Pilz enthaltene Antigene
Therapie:
Verursachende Pilze: Kahler Krempling (Paxillus involutus)

#### Sonstige
Verursachende Pilze:

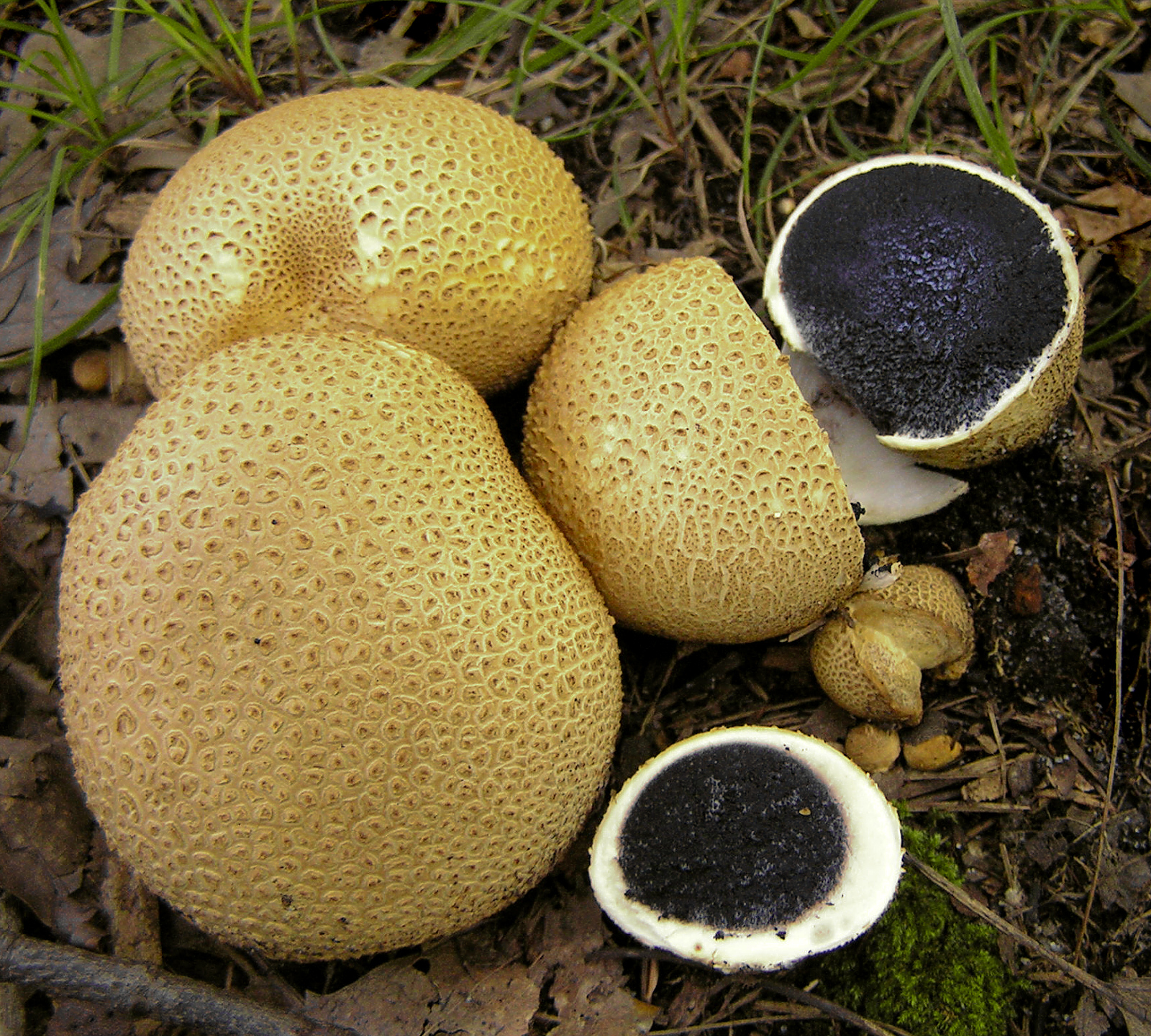
Dickschaliger Kartoffelbovist
(Scleroderma citrinum)

- Weißer Büschelrasling (Lyophyllum connatum) (Toxin: Lyophyllin)
- Verschiedene Champignon-Arten (Toxine: Agaritin, Nitroamine)
- Porphyrbrauner Wulstling (Amanita porphyria)
- Albatrellus-Arten
- Kartoffelboviste: Leopardenfell-Hartbovist (Scleroderma areolatum), Braunwarziger Hartbovist (Scleroderma verrucosum), Dickschaliger Kartoffelbovist (Scleroderma citrinum). Neben gastrointestinalen Beschwerden steht hier Blutdruckabfall mit Schwindel und Kollaps im Vordergrund.[33]
- Ohrförmiger Weißseitling (Pleurocybella porrigens) (Toxin: Pleurocybellaziridin)[34]

## Moderne Einteilung
Eine Unterscheidung des Gastrointestinalen Syndroms von anderen Syndromen wie zum Beispiel dem Phalloides-Syndrom erscheint nicht unbedingt sinnvoll, da ersteres auch bei letzterem als Teilsyndrom auftritt. Daher wird neuerdings eine andere Einteilung in 6 Hauptgruppen und teils weiteren Untergruppen vorgeschlagen:
Gruppe 1: Cytotoxische Pilzvergiftungen
Syndrome mit spezifischer pathogener Wirkung auf Organe
- 1A primär hepatotoxische Vergiftungen (zum Beispiel durch Amatoxine)
- 1B früh einsetzende, primär nephrotoxische Vergiftungen (zum Beispiel durch Amino-Hexadieno-Säure AHDA)
- 1C spät einsetzende, primär nephrotoxische Vergiftungen (zum Beispiel durch Orellanin)

Gruppe 2: Primär Neurotoxische Pilzvergiftungen:
- 2A rein halluzinogene Pilzvergiftungen (zum Beispiel durch Psilocybin)
- 2B primär das vegetative Nervensystem betreffende Pilzvergiftungen (zum Beispiel durch Muscarin)
- 2C primär zentralnervöse Pilzvergiftungen (zum Beispiel Ibotensäure/Muscimol)
- 2D unklare, neurotoxische Pilzvergiftungen, zum Beispiel Morchella-Syndrom

Gruppe 3: Myotoxische Pilzvergiftungen (Rhabdomyolyse)
- 3A schnell einsetzende Rhabdomyolyse (zum Beispiel durch Cycloprop-2-en-carbonsäure, Russula subnigricans)
- 3B spät einsetzende Rhabdomyolyse (zum Beispiel durch den Grünling, Tricholoma equestre)

Gruppe 4: Metabolische und endokrine Prozesse betreffende Pilzvergiftungen
- 4A GABA-blockierende Pilzvergiftungen (zum Beispiel durch Gyromitrin)
- 4B disuliram-artige Pilzvergiftungen (zum Beispiel durch Coprin)
- 4C Vergiftungen durch Polyporsäure (zum Beispiel Zimtfarbener Weichporling, Hapalopilus nidulans)
- 4D thrichothecene Pilzvergiftungen (zum Beispiel durch Trichoderma cornu-damae = Podostroma cornu-damae)
- 4E hypoglykämische Pilzvergiftungen (zum Beispiel durch Trogia venenata)
- 4F hypercalcitoninemische Pilzvergiftungen (zum Beispiel durch den Satans-Röhrling, Rubroboletus satanas)
- 4G pancytopenische Pilzvergiftungen (zum Beispiel durch Ganoderma neojaponicum)

Gruppe 5: Rein gastrointestinale Irritationen auslösende Pilzvergiftungen
Gruppe 6: Verschiedene weitere Syndrome, die nicht in das Raster der Gruppen 1 bis 5 passen
- 6A Shiitake-Dermatitis
- 6B Acromelalga-Syndrom
- 6C Paxillus-Syndrom
- 6D Enzephalopathie-Syndrom (durch Pleurocybella porrigens)